# Cratere Martinez
Martinez  è un cratere sulla superficie di Venere. Deve il proprio nome a Po've'ka, nome indigeno di María Poveka Montoya Martínez, artista nativa americana dei pueblo specializzata nella lavorazione della ceramica.